# John Arne Sæterøy
John Arne Sæterøy, född 16 augusti 1965 i Molde, är en norsk serieskapare. Han är även känd under pseudonymen Jason.
Jasons serie Mjau Beibi gick en period i Dagbladet. Hans serier har getts ut i Norge, Sverige, Danmark, Finland, Frankrike, Nederländerna, Slovakien, Spanien, Schweiz, Tyskland och USA. I Frankrike har han blivit väldigt populär. 2001 vann han Sproingprisen för Mjau mjau 10 och 2007 fick han Eisnerpriset för bästa amerikanska utgåva av internationellt material med The Left Bank Gang, den amerikanska utgåvan av Hemningway.

## Biografi
Jason debuterade 1981 i serietidningen KonK, och fortsatte därefter att bidra med flera korta berättelser. Mellan 1987 och 1989 gick han på konstskolan Strykjernet i Oslo, innan han började på Statens håndverks- og kunstindustriskoles linje för grafisk design och illustration.
1991 fick Jason pris för sin historia Pervo av Norsk Tegneserieforbund. Fyra år senare kom hans första album, Fickan full av regn (no. Lomma full av regn), en abstrakt serie som han senare skulle få motta Sproingprisen för, och som även utnämndes till tidernas bästa tecknade seriealbum någonsin av det norska seriemagasinet TEGN. 1997 kom första numret av Jasons eget album, Mjau mjau. Hittills har det fått tretton uppföljare.
Efter det realistiskt tecknade albumet Fickan full av regn förenklade Jason tecknarstilen. Han experimenterade med andra stilar, vilket ledde till att han började teckna djur. Djuren blev konsekvent framställda med samma uttryckslösa ansikten. Nu började han också att teckna stumma serier, utan dialog. Den första helt stumma serien kom i Mjau mjau 5.
2003 väckte han uppmärksamhet med Järnvagnen (no. Jernvognen), en tecknad version av en av Stein Rivertons mest kända kriminalromaner från 1909. Sommaren 2004 kom Du går fel väg (no. Du går feil vei), Jasons egen version av Mary Shelleys klassiker Frankenstein, som fick Kultur- og kirkedepartementets tegneseriepris for barne- og ungdomslitteratur.
Jason är knuten till det Oslobaserade serieförlaget Jippi forlag, vilket har gett ut de flesta av hans serier. Han arbetar heltid med tecknade serier och illustrationsuppdrag. I Sverige ges hans serier ut av Optimal Press.

### På norska
- 1995 - Lomma full av regn
- 1997 - Mjau mjau 1
- 1998 - Mjau mjau 1 1/2
- 1998 - Mjau mjau 2
- 1999 - Mjau mjau 3
- 1999 - Mjau mjau 4
- 1999 - Mjau mjau 5
- 1999 - Mjau mjau 6
- 2000 - Mjau mjau 7
- 2000 - Mjau mjau 8
- 2000 - Mjau mjau 9
- 2000 - Schhh!
- 2000 - Mjau mjau 10
- 2001 - Mjau mjau 11: Jernvognen I
- 2001 – Den hemmelighetsfulle mumie
- 2002 – Mjau mjau 12: Jernvognen II
- 2002 – Untitled
- 2002 – Vent litt...
- 2003 – Jernvognen
- 2003 – Si meg en ting
- 2004 – Du går feil vei
- 2004 – Mitt liv som zombie
- 2005 – La meg vise deg noe
- 2006 – Hemingway

### På svenska
- 1995 - Bild & Bubbla nr. 3-4/1995
- 1996 - Fickan full av regn
- 2000 - Vänta lite...
- 2000 - Schhh!
- 2000 - Bild & Bubbla nr. 3/2000
- 2000 - Strax 1/2
- 2001 - Galago nr. 1/2001
- 2001 - Bild & Bubbla nr. 2/2001

## Priser och utmärkelser
- Bragepriset 2005